# Артижа (Калифорния)
Артижа или Артизия (на английски: Artesia) е град в окръг Лос Анджелис в щата Калифорния, САЩ. Артижа е с население от 16 380 жители (2000) и обща площ от 4,20 км² (1,60 мили²). Артижа получава статут на град на 29 май 1959 г.